# Leichtathletik-Europameisterschaften 1982/Kugelstoßen der Frauen

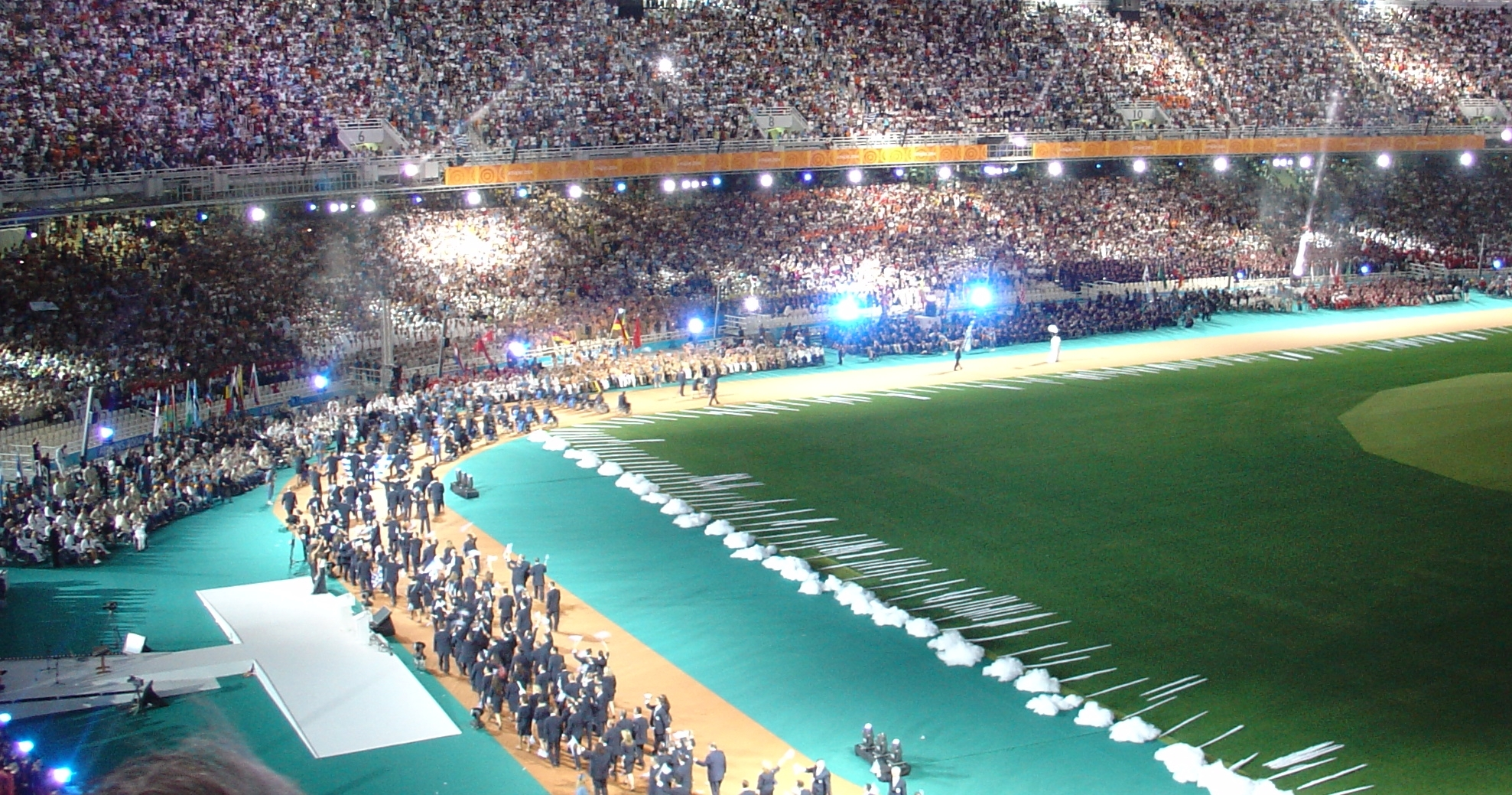
Das Athener Olympiastadion bei der Eröffnung der Paralympics 2004

Das Kugelstoßen der Frauen bei den Leichtathletik-Europameisterschaften 1982 wurde am 6. September 1982 im Olympiastadion von Athen ausgetragen.
Europameisterin wurde die Titelverteidigerin, Olympiasiegerin von 1980 und Weltrekordinhaberin Ilona Slupianek aus der DDR. Sie gewann vor der tschechoslowakischen EM-Zweiten von 1978 Helena Fibingerová. Bronze ging an die sowjetische Athletin Nunu Abaschydse.

## Rekorde

### Bestehende Rekorde
| Weltrekord           | 22,45 m | Ilona Slupianek | Potsdam, DDR (heute Deutschland) | 11. Mai 1980    |
| Europarekord         | 22,45 m | Ilona Slupianek | Potsdam, DDR (heute Deutschland) | 11. Mai 1980    |
| Meisterschaftsrekord | 21,41 m | Ilona Slupianek | EM in Prag, Tschechoslowakei     | 30. August 1978 |

### Rekordverbesserung
Europameisterin Ilona Slupianek aus der DDR verbesserte ihren eigenen EM-Rekord im Wettbewerb am 6. September um achtzehn Zentimeter auf 21,59 m. Zum ebenfalls von ihr selber gehaltenen Welt- und Europarekord fehlten ihr 82 Zentimeter.

## Durchführung
Bei nur elf Teilnehmerinnen gab es keine Qualifikation, alle Athletinnen traten gemeinsam zum Finale an.

## Legende
Kurze Übersicht zur Bedeutung der Symbolik – so üblicherweise auch in sonstigen Veröffentlichungen verwendet:
| CR | Championshiprekord |

## Finale

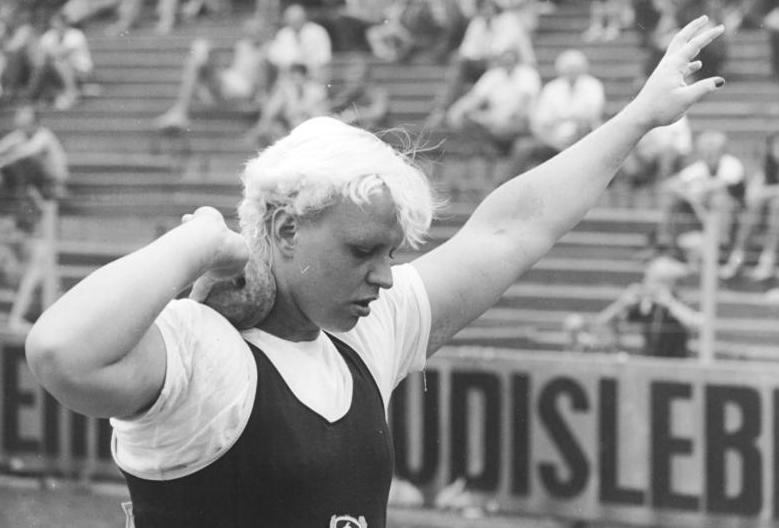
Nach einer positiven Dopingprobe im Jahr 1977[2] wurde Ilona Slupianek Europameisterin 1978/1982 und Olympiasiegerin 1980 – dies sowie ihre beiden später erzielten Weltrekorde müssen klar auf dem heute bekannten Hintergrund der DDR-Dopingpraxis gesehen werden
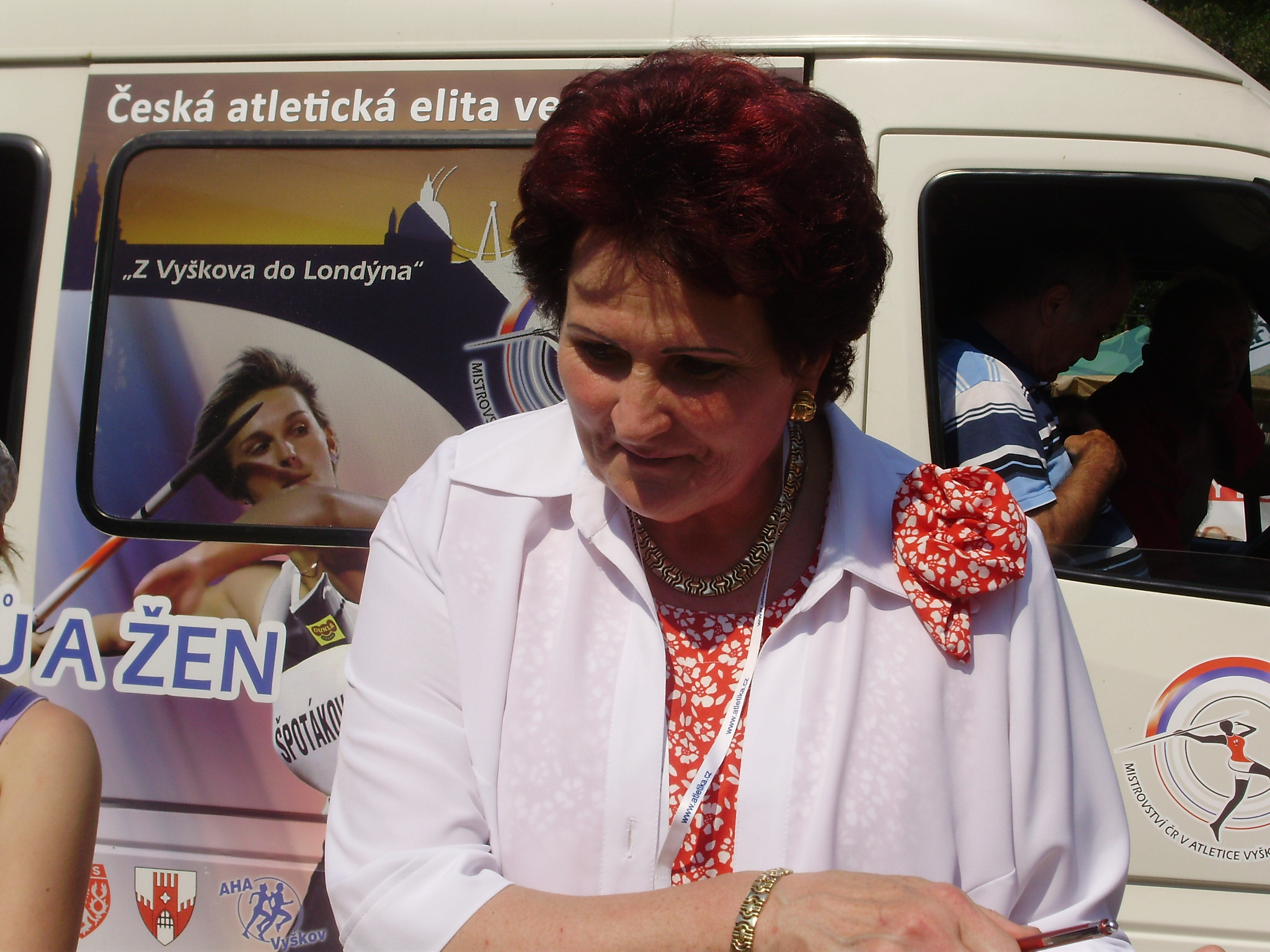
Die mehrfache Medaillengewinnerin bei Olympischen Spielen und Europameisterschaften Helena Fibingerová (hier im Jahr 2012) errang wieder Silber – im weiteren Verlauf ihrer erfolgreichen Karriere war ihr größter Erfolg der WM-Titel 1983
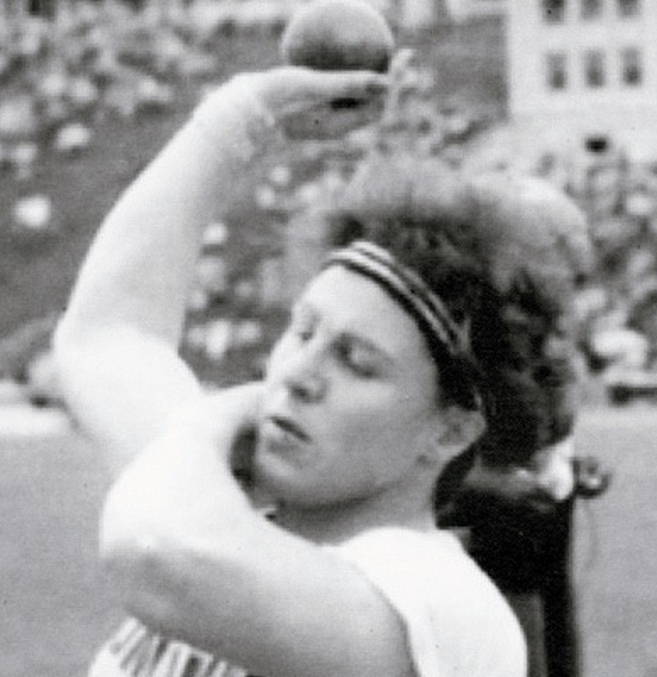
Mihaela Loghin belegte wie schon 1978 Rang acht – 1984 wurde sie Olympiazweite

6. September 1982
| Platz | Name                    | Nation           | Weite (m) |
| ----- | ----------------------- | ---------------- | --------- |
| 1     | Ilona Slupianek         | DDR              | 21,59 CR  |
| 2     | Helena Fibingerová      | Tschechoslowakei | 20,94     |
| 3     | Nunu Abaschydse         | Sowjetunion      | 20,82     |
| 4     | Elena Stojanowa         | Bulgarien        | 20,35     |
| 5     | Werschinija Wesselinowa | Sowjetunion      | 20,23     |
| 6     | Helma Knorscheidt       | DDR              | 20,21     |
| 7     | Liana Schmuhl           | DDR              | 20,09     |
| 8     | Mihaela Loghin          | Rumänien         | 18,91     |
| 9     | Zdenka Šilhavá          | Tschechoslowakei | 18,46     |
| 10    | Soultana Saroudi        | Griechenland     | 17,39     |
| 11    | Gunnel Hettman          | Schweden         | 13,24     |